# Meranoplus vestigator
Meranoplus vestigator é uma espécie de formiga do gênero Meranoplus, pertencente à subfamília Myrmicinae.